# Gobelas

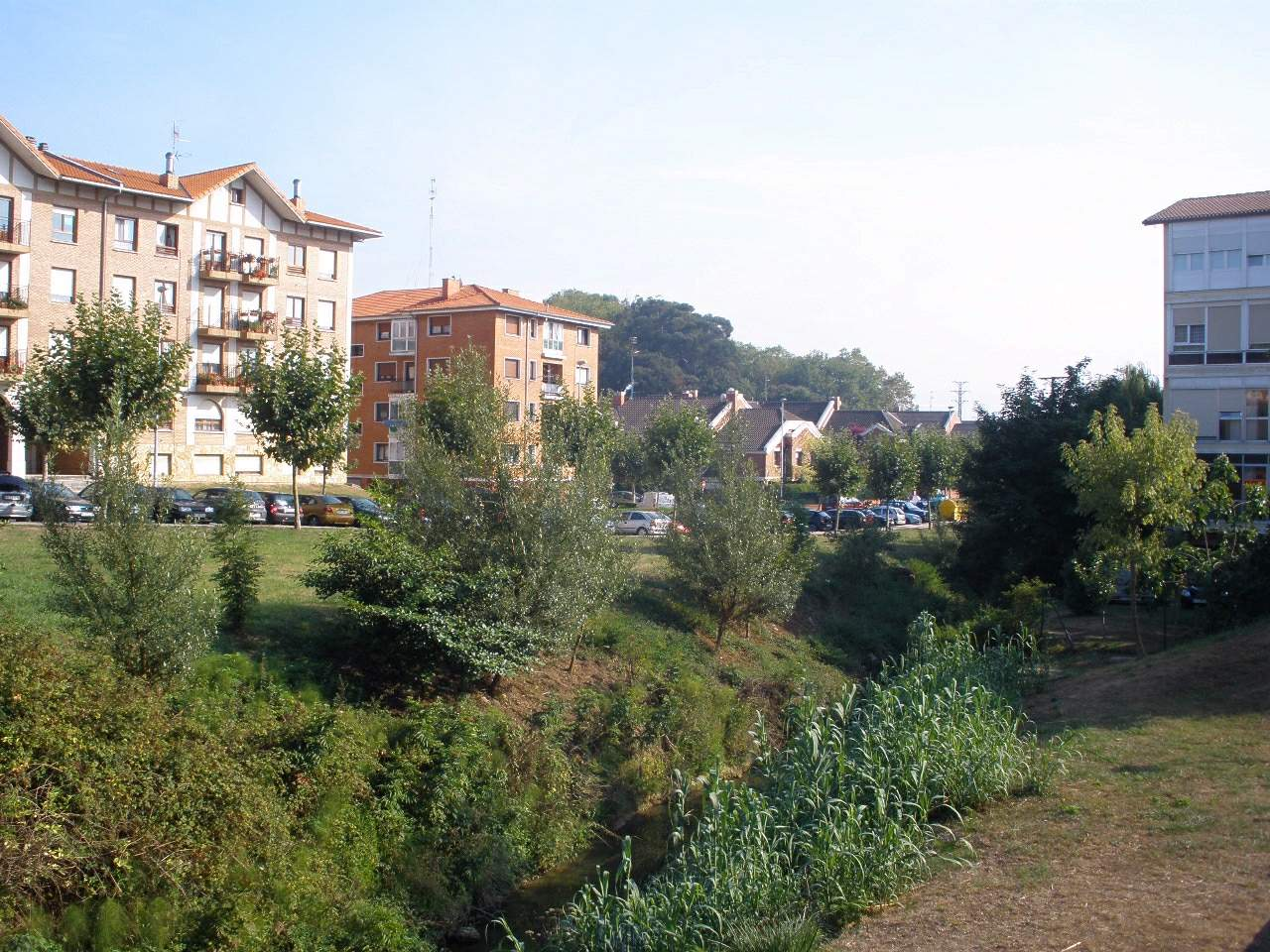
La Gobela à Berango.

Le Gobelas ou Gobela est une rivière de Biscaye (Espagne). Il prend sa source à Barrika et aboutit sur la ria du Nervion-Ibaizabal (la ria de Bilbao), à Leioa près de Axpe (Erandio), après 9 km.

## Geographie
C'est une rivière très polluée, étant donné l'absence de contrôle étatique et l'abondance d'industries dans son environnement, et qu'il traverse des zones très peuplées.

## Cours actuel et affluents
Il naît dans la montagne Ganes, à Barrika. À sa source elle prend le nom de ruisseau Genabarri, jusqu'à ce que dans la vallée d'Urko, à Sopelana, elle reçoit les eaux des ruisseaux Lemosas et Saitu.
À Getxo, elle reçoit les ruisseaux Martiartu et Bolue. À l'embouchure de ce dernier on trouve l'Humedal de Bolue, un des espaces naturels du plus grand intérêt « faunique » de la localité.
Son dernier tronçon acquiert la forme d'une ria. Depuis le XIXe siècle, il reçoit le ruisseau Udondo, pour aboutir peu après à la ria de l'Ibaizabal-Nervion.
Il reçoit en outre des eaux pluviales reprises par les systèmes artificiels de collecteurs des rues de Sopelana, Berango, Getxo et de Leioa. Elle est en partie enterrée dans son parcours.

## Histoire
Pendant des siècles elle aboutissait plus près de l'Abra, face à Portugalete, en contribuant à former un banc de sable dans la bouche de la ria, qui changeait de hauteur et de position suivant les marées. Ce banc diminuait l'ajour de parties de la ria, compliquant sensiblement le passage de gros bateaux. C'est pourquoi, au XVIIe siècle on donnait déjà des instructions aux bateaux pour lâcher du lest dans la partie droite de la ria, afin de renforcer le lit.
Vers le milieu du XIXe siècle, Máximo de Aguirre, propriétaire des bancs de sable de Lamiako, a réalisé des travaux qui ont changé le cours de la rivière, en le déviant par un tronçon de niveau et parallèle à celui du Nervion, jusqu'à la rencontre avec le ruisseau Udondo, et en acheminant son actuelle embouchure, à Leioa, à la limite avec Erandio.

### Sources
- (es) Cet article est partiellement ou en totalité issu de l’article de Wikipédia en espagnol intitulé « Río Gobelas » (voir la liste des auteurs).
- (es) Rios de Biscaye, Députation Forale de Bizkaia.
- (es) Geografía de Sopelana, mairie de Sopelana.